# Foobar
Foobar – nazwa metaskładniowa używana w programowaniu oraz dokumentacji dotyczącej komputerów.
Termin stosowany jest w dokumentacji (również oficjalnej) i w przykładach zamiast faktycznych nazw funkcji czy zmiennych, jeśli są one nieistotne dla jasności wywodu. Jako ogólna nazwa zastępcza przyjął się również w polskojęzycznym środowisku informatycznym.

## Przykłady
Poniżej znajduje się  przykład wykorzystania foo i bar w kodzie PHP:
```
// kod PHP

$foo
 
=
 
'Witaj'
;

$bar
 
=
 
'Świecie'
;

$foobar
 
=
 
$foo
 
.
 
' '
 
.
 
$bar
;

// Zmienna $foobar zawiera teraz ciąg „Witaj Świecie”

```

W dokumentach internetowych stosowane są też inne nazwy zastępcze. RFC 2606 ↓ zaleca jako Best Current Practice stosowanie zastrzeżonych do używania w tych celach nazw domen internetowych:
- „.test” – do użytku przy testowaniu kodu związanego z obsługą DNS;
- „.example” – do użytku w dokumentacji jako domena przykładowa;
- „.invalid” – do oznaczania konstrukcji o składni nazwy domenowej, o których wiadomo, że są nieprawidłowe (np. użytych jako zabezpieczenie przed spamem);
- „.localhost” – do oznaczania własnego adresu IP, zobacz localhost;
- „example.com”, „example.net” i „example.org” – do stosowania w przykładach podobnie jak .example.